# Antonio Busini
Antonio Busini est un footballeur, entraîneur et dirigeant sportif italien né le 5 juillet 1904 à Padoue et mort le 20 août 1975 à Riccione. Il évoluait au poste de milieu de terrain.

## Biographie

### Joueur
Antonio Busini commence sa carrière professionnelle avec l'US Padoue, où il fait ses débuts en Prima Categoria à l'âge de 16 ans. Il joue ensuite pour Bologna, Fiorentina, et plusieurs autres clubs. Avec Bologna, il remporte le scudetto en 1929.
Au total, Busini accumule 372 apparitions et marque 112 buts dans les divisions supérieures italiennes, dont 32 buts en Serie A.
Il joue également une rencontre avec l'Italie le 28 avril 1929 contre l'Allemagne.

### Directeur technique
Après sa carrière de joueur, Busini devient directeur technique de AC Milan, où il travaille avec divers entraîneurs. Il dirige l'équipe entre 1940 et 1956, remportant un scudetto et une Coupe latine.

### Vie privée
Busini est le frère de Federico Busini (it), également footballeur, souvent appelé Busini III. Ils ont un autre frère connu sous le nom de Busini II.

## Palmarès

### Joueur
Bologna
- Serie A : 
  - Champion : 1928-1929

### Directeur technique
AC Milan
- Serie A : 
  - Champion : 1950-1951
- Coupe latine :
  - Vainqueur : 1951.